# Thomas Schuch (Pianist)
Thomas Schuch (geboren 1992 in Rosenheim ) ist ein deutscher Pianist.
2011 gewann Thomas Schuch, der nicht mit dem Pianisten Herbert Schuch verwandt ist, den Bundeswettbewerb Jugend musiziert. Danach begann er ein Studium an der Hochschule für Musik und Theater München bei Professor Adrian Oetiker. 2013 erhielt er beim Internationalen Brahms-Wettbewerb in Pörtschach den Douglas Ashley Memorial Prize in der Kategorie Kammermusik, 2014 den Klassik-Förderpreisträger des Steinway-Hauses München. Außerdem ist er Stipendiat der Deutschen Stiftung Musikleben. 2016 wurde er beim Kissinger Klavierolymp mit einem 2. Preis ausgezeichnet. 2017 folgte ein Auftritt beim Kissinger Sommer.